# Johannes Lonicerus
Johannes Lonicerus (Artern, 1497 — Marburgo, 20 de Junho de 1569) foi um humanista, filólogo clássico, poeta, teólogo, helenista e hebraísta alemão. Deu aulas de grego e hebraico na Universidade de Marburgo. Estudou primeiro em Erfurt, em seguida estudou em Wittenberg, onde recebeu seu diploma de Mestrado em 14 de Janeiro de 1521. Foi pregador em Esslingen am Neckar, porém, devido a discordâncias com o conselho da cidade teve de fugir para Estrasburgo. Era pai do médico e botânico Adam Lonicer (1528-1586).

## Publicações
- Quintus tomus Enarrationum in evangelia, ut vulgo vocant, lectiones illas, quae in missa festis diebus ex historijs evagelicis solent recitari, Johannes Hervagius, (1527)
- Biblia noua Aluelde[n]sis (1520)
- Clarissimi Atheniensis oratoris Isocratis Orationes recognitae, aque mendis detersae plerisq ...: Eiusdem vita Isócrates (1540)
- Figurarum, promissionvm, Historiarvm, Caeremoniarum, Victimarum, & Sacrificiorum: Ex Testamento uetere, Ad Christvm Dei filium, & Ecclesiam eius pertinentium Synathroisis (1560)
- Disputatio Ethico-Politica De Peregrinatione Recte Instituenda (1638)
- Historia passionis, mortis, sepulturae et resurrectionis Iesu Christi ... Eadem carmine Eleg. reddita, per Ioan. Lonicerum, filium: Accessit item ode sapphica, in Christi filii Dei nativitatis gloriam conscripta, per Ioan Lonicerum, patrem Lucas Lossius
- Oratio De classibvs: sive peri symmoriōn Demóstenes (1537)
- Balthasaris Stollbergii ... Notæ Historico-Philologicæ, In Sophoclis Tragici Ajacem: Accessit Johannis Loniceri Versio Latina (1702)
- In omnes divi Pauli apostoli enarrationes (1542)
- Sophoclis Ajax flagellifer, Latinus factus per: Accesserunt observationes publice propositæ a Balthasare Stolbergio (1668)
- Synopsis Lib. III. Politicorum Aristotelis De Politiae Veris Formis (1638)
- In Dioscoridae Anazarbei De re medica ... a Virgilio Marcello uersos: Scholia noua (1543)
- Nicandri veteris poetae et medici Theriaca et Alexipharmaca cum scholis Nicandro de Cólofon (1531)
- Tēs theias graphēs palaias dēladē kai neas hapanta (1524)
- Bericht Büchlin: wie das ein yegklich Christen Mensch gewiss sey der Gnaden, Huld und guten Willen Gottes gegen ym (1523)
- Theophylacti Bulgariæ Archiepiscopi In omnes diui Pauli apostoli Epistolas enarrationes: iam rece[n]s ex vetustissimo archetypo græco (1542)
- Pedanij Dioscoridis Anazarbei De medicanali materia libri sex Christian Egenolff, Pedânio Dioscórides (1543), (1554)
- De sublimiore mundi potestate (1525)